# Associação Desportiva São Caetano
L'Associação Desportiva São Caetano, noto anche semplicemente come São Caetano, è una società calcistica brasiliana con sede nella città di São Caetano do Sul, nello stato di San Paolo.

## Storia
Fondata nel 1989, colse i primi successi dopo poco tempo, vincendo i campionati di terza e seconda divisione dei campionati regionali di San Paolo.
Nel 2000 il club salì alla ribalta calcistica nazionale. In quell'anno il campionato brasiliano di calcio si disputò in maniera insolita, dato che il campione nazionale venne deciso da un mini torneo che raccoglieva rappresentanti di tutte e tre le divisioni (dodici dalla prima, tre dalla seconda e una dalla terza). Il São Caetano giunse secondo in seconda divisione e si qualificò per il torneo finale. Battendo i più quotati Fluminense, Palmeiras e Grêmio, si qualificò per la finale contro il Vasco da Gama. Nella prima partita pareggiò e nella seconda un'invasione di campo provocò la sospensione dell'incontro. Nonostante alcune pressioni affinché il São Caetano fosse proclamato campione, fu decretata la disputa di una terza partita, che il Vasco vinse.
A differenza di molte squadre giunte all'apice o quasi del successo e poi cadute nell'oblio, il São Caetano fu autore di un altro ottimo campionato nel 2001. Giocò in massima serie e raggiunse la finale contro l'Atlético Paranaense. Ancora una volta finì al secondo posto, ma due stagioni giocate ai massimi livelli fecero guadagnare alla squadra rispetto nell'ambiente calcistico brasiliano.
Nel 2002 il São Caetano fu finalista di Coppa Libertadores, la massima competizione calcistica per club sudamericani, e perse ai rigori contro i paraguaiani dell'Olimpia.
Nel 2004 vinse il Campionato Paulista battendo il Paulista di Jundiaí.
Il 27 ottobre 2004, nel corso della partita contro il San Paolo, il difensore del São Caetano Serginho morì per attacco cardiaco. Il club fu pesantemente penalizzato dalla federcalcio brasiliana (CBF), penalizzazione i cui effetti si avvertono ancora oggi nel rendimento della squadra. Alla fine del 2006 la squadra retrocesse in Série B.

## Palmarès

### Competizioni statali
- Campionato paulista: 1

2004
- Campeonato Paulista Série A2: 3

2000, 2017, 2020
- Campeonato Paulista Série A3: 2

1991, 1998

### Altri piazzamenti
- Campionato brasiliano:

Secondo posto: 2000, 2001
- Campeonato Brasileiro Série C:

Secondo posto: 1998
- Campionato paulista:

Finalista: 2007, 2010
Terzo posto: 1936
- Coppa Libertadores:

Finalista: 2002